# تايلر وايلز
تايلر وايلز (بالإنجليزية: Tayler Wiles)‏ (و. 1989  م) هي دراجة أمريكية، ولدت في موراي.

## سجل الفوز

### سباقات أو مراحل فاز بها
| التاريخ        | السباق                                                       | المركز                  |
| -------------- | ------------------------------------------------------------ | ----------------------- |
| 08 سبتمبر 2012 | 2012 تور دي آرديش للسيدات                                    |                         |
| 07 أبريل 2013  | Redlands Bicycle Classic (women) 2013                        |                         |
| 01 يناير 2014  | 2014 Omloop van Borsele-ITT                                  |                         |
| 06 أبريل 2014  | Redlands Bicycle Classic (women) 2014                        | الفائز في التصنيف العام |
| 06 يونيو 2014  | Chrono Gatineau Woman 2014                                   | الفائز في التصنيف العام |
| 17 أغسطس 2014  | طواف النرويج للسيدات 2014                                    | الخامس في تصنيف النقاط  |
| 07 سبتمبر 2014 | 2014 تور دي آرديش للسيدات                                    |                         |
| 22 فبراير 2015 | Women's Tour of New Zealand 2015                             | الفائز في التصنيف العام |
| 25 مايو 2015   | سباق الطريق للسيدات في بطولة الولايات المتحدة 2015           |                         |
| 31 مايو 2015   | Winston-Salem Cycling Classic Women 2015                     | الثامن في التصنيف العام |
| 05 يونيو 2015  | Chrono Gatineau Woman 2015                                   | الثالث في التصنيف العام |
| 06 سبتمبر 2015 | 2015 تور دي آرديش للسيدات                                    | الفائز في التصنيف العام |
| 23 أبريل 2017  | طواف جيلا للسيدات 2017                                       | الفائز في التصنيف العام |
| 05 مايو 2017   | سباق الزمن للسيدات في بطولة بان أميركان 2017                 |                         |
| 09 يوليو 2017  | Tour de Feminin - O cenu Českého Švýcarska 2017              |                         |
| 21 يونيو 2018  | سباق الطريق ضد الساعة للسيدات في بطولة الولايات المتحدة 2018 |                         |
| 18 سبتمبر 2021 | 2021 Trophée des Grimpeuses                                  |                         |

## روابط خارجية
- تايلر وايلز على موقع الاتحاد الدولي للدراجات (الإنجليزية)
- تايلر وايلز على موقع أرشيف الدراجات (الإنجليزية)
- تايلر وايلز على موقع إحصائيات الدراجات الإحترافية (الإنجليزية)
- تايلر وايلز على موقع نسبة الدراجات (الإنجليزية)